# Спайдър-Мен: Анимационният сериал
„Спайдър-Мен: Анимационният сериал“ (на английски: Spider-Man: The Animated Series) е американски анимационен сериал с участието на един от най-известните супергерои на Марвел Комикс – Спайдър-Мен. Излъчването му трае пет сезона, започвайки от 19 ноември 1994 г. и завършвайки на 31 януари 1998 г.

## Епизоди
Вижте: Списък с епизоди на Спайдър-Мен: Анимационният сериал

## Актьорски състав

### Главен състав
- Кристофър Даниъл Барнс – Спайдър-Мен/Питър Паркър
- Сара Балънтайн – Мери Джейн Уотсън
- Едуард Аснър – Джей Джона Джеймисън
- Линда Гари – леля Мей Паркър (сезони 1-3)
- Джули Бенет – леля Мей Паркър (сезони 4-5)
- Родни Солсбери – Джоузеф „Роби“ Робъртсън
- Дженифър Хейл – Черната котка/Фелиша Харди
- Роско Лий Браун – Уилсън Фиск/Кингпин
- Гари Имхоф – Хари Озборн
- Нийл Рос – Норман Озборн/Зеления гоблин

## „Спайдър-Мен: Анимационният сериал“ в България
Първоначално първият сезон върви по Нова телевизия в края на 90-те години на миналия век, а малко по-късно и по Евроком. В дублажа участват Нели Топалова, Иван Танев, Цветан Ватев, Петър Евангелатов, Даниел Цочев и още една актриса. Заглавието е преведено като „Човекът паяк“.
През 2000 г. започва излъчване по bTV с нов дублаж, всяка събота и неделя от 18:30 време на детската програма Fox Kids. По-късно през 2001 г. разписанието му е всеки делничен ден от 15:30, а след време повторенията са пускани рано сутринта в събота и неделя. Ролите се озвучават от артистите Ани Василева, Цветан Ватев, Борис Чернев и Светозар Кокаланов. Заглавието е преведено като „Спайдър-Мен, човекът паяк“.
На 4 декември 2008 г. започва повторно излъчване по Диема Фемили, всеки делничен ден от 13:00 по два епизода и с повторение от 10:05 в събота, също по два на тези от четвъртък и петък. От 22 декември се излъчва по един епизод. От 5 януари 2009 г. се излъчва от 06:50, а по-късно от 07:15, като повторенията в събота са прекратени. Всички 65 епизода са излъчени, като последният е на 16 февруари. На 17 февруари е повторен пети епизод на втори сезон. На 10 ноември започва повторно излъчване, всеки делничен ден от 07:30 и завършва на 8 февруари 2010 г. Това е трети дублаж за сериала, като Светозар Кокаланов и Цветан Ватев се връщат, а Ани Василева и Борис Чернев са заместени съответно от Вилма Карталска и Александър Митрев. Заглавието е преведено просто „Спайдър-Мен“.
През януари 2009 г. започва излъчване по Jetix, като не всички епизоди са дублирани и излъчването е прекратено със старта на Disney Channel. Дублажът е на студио Медиа Линк, а единствено Светозар Кокаланов и Цветан Ватев се връщат, а Ани Василева и Борис Чернев са заместени съответно от Ася Братанова и Цанко Тасев, като в по-късните епизоди Братанова е заместена от Виктория Буреш. Заглавието също е преведено просто „Спайдър-Мен“.